# 内杰什
内杰什，是匈牙利包尔绍德-奥包乌伊-曾普伦州所辖的一个村。总面积17.34平方公里，总人口255，人口密度14.7人/平方公里（2011年1月1日）。